# Arthur Edwin Kennelly
Pour les articles homonymes, voir Kennelly.
Arthur Edwin Kennelly, né le 17 décembre 1861 à Colaba près de Bombay, Inde et mort le 18 juin 1939 à Boston, Massachusetts, est un ingénieur en électricité américain.
Il est célèbre pour avoir découvert des propriétés radio-électriques d'une couche de l'atmosphère : l'ionosphère.

## Biographie
Arthur Edwin Kennelly est le fils d'un officier naval irlandais.
Kennelly fut commis télégraphiste pendant deux ans à Londres dans la société des Ingénieurs du Télégraphe (devenue ensuite l'IEE).
Fort de cette expérience, il quitte l'Angleterre pour un poste d'assistant électricien à Malte.
- 1878 : électricien en chef sur un câblier à vapeur.
- 1881 : électricien de bord pour la compagnie orientale du télégraphe.
- 1886 : Kennelly part pour les États-Unis d'Amérique.
- 1887 : rejoint le personnel de Thomas Edison en tant qu'aide électrique principal, agissant comme électricien consultant pour l'Edison General Electric et les compagnies de la General Electric.
- 1888 : assigné par Thomas Edison pour superviser les recherches d'Harold P. Brown sur l'électrocution d'animaux en vue d'élaborer une solution efficace et « humaine » d'exécution des criminels.
- 1894 : quitte Edison et créé, avec Edwin James Houston, la société Houston & Kennelly, ingénieurs électriques consultants, à Philadelphie.
- 1902 : le gouvernement mexicain le nomme pour s'occuper de la pose du câble Veracruz-Frontera-Campeche. Cette même année, Kennelly oriente ses activités du monde des affaires vers le milieu universitaire. Il sert comme professeur d'ingénierie électrique à l'université Harvard de 1902 à 1930 et aussi à l'institut de technologie du Massachusetts de 1913 à 1924.

Il fut aussi, professeur en science appliquée en France de 1921 à 1922, chercheur associé à l'établissement de Carnegie entre 1924 et 1930, et le premier lecteur conférencier en électricité à la fondation Iwadare au Japon, en 1931.
Les contributions de Kennelly à l'électricité sont nombreuses. En 1893, il a présenté un document concernant l'impédance à l'institut américain des ingénieurs en électricité au cours duquel il expose la première utilisation des nombres complexes pour la loi d'Ohm dans la théorie du circuit de courant alternatif.
Il également proposé l'utilisation des fonctions hyperboliques complexes dans la solution des problèmes de ligne.
Indépendamment d'Oliver Heaviside, Kennelly a proposé l'existence d'une couche ionisée dans la haute atmosphère, connue maintenant par le nom de couche Kennelly-Heaviside, comme surface réfléchissante aux ondes radio-électriques rendant la communication sans-fil transocéanique possible, notamment par l'étude des expérimentations de Guglielmo Marconi en 1901.
Kennelly reçut de nombreuses récompenses internationales, notamment :
- IEE Institution Premium en 1887
- la médaille d'or d'Howard Potts de l'institut Franklin (1917)
- la croix de Chevalier de la légion d'honneur Française
- l'AIEE Edison Medal (1933)
- médaille d'honneur de l'IRE en 1932, pour ses études des phénomènes de propagation radio-électriques et ses contributions dans la théorie et aux méthodes de mesure dans le domaine du courant alternatif.

Il fut un partenaire actif des organismes professionnels tels que la société pour la promotion du système métrique des poids et des mesures et président de l'AIEE (1898-1900) et l'IRE (1916).

## Citations
« À travers la radio, j'envisage les états unis du monde. La radio uniformise les peuples de la terre, l'anglais deviendra la langue universelle parce que c'est principalement la langue de l' éther. L'aspect le plus important de la radio est son influence sociologique ».